# Space Launch System

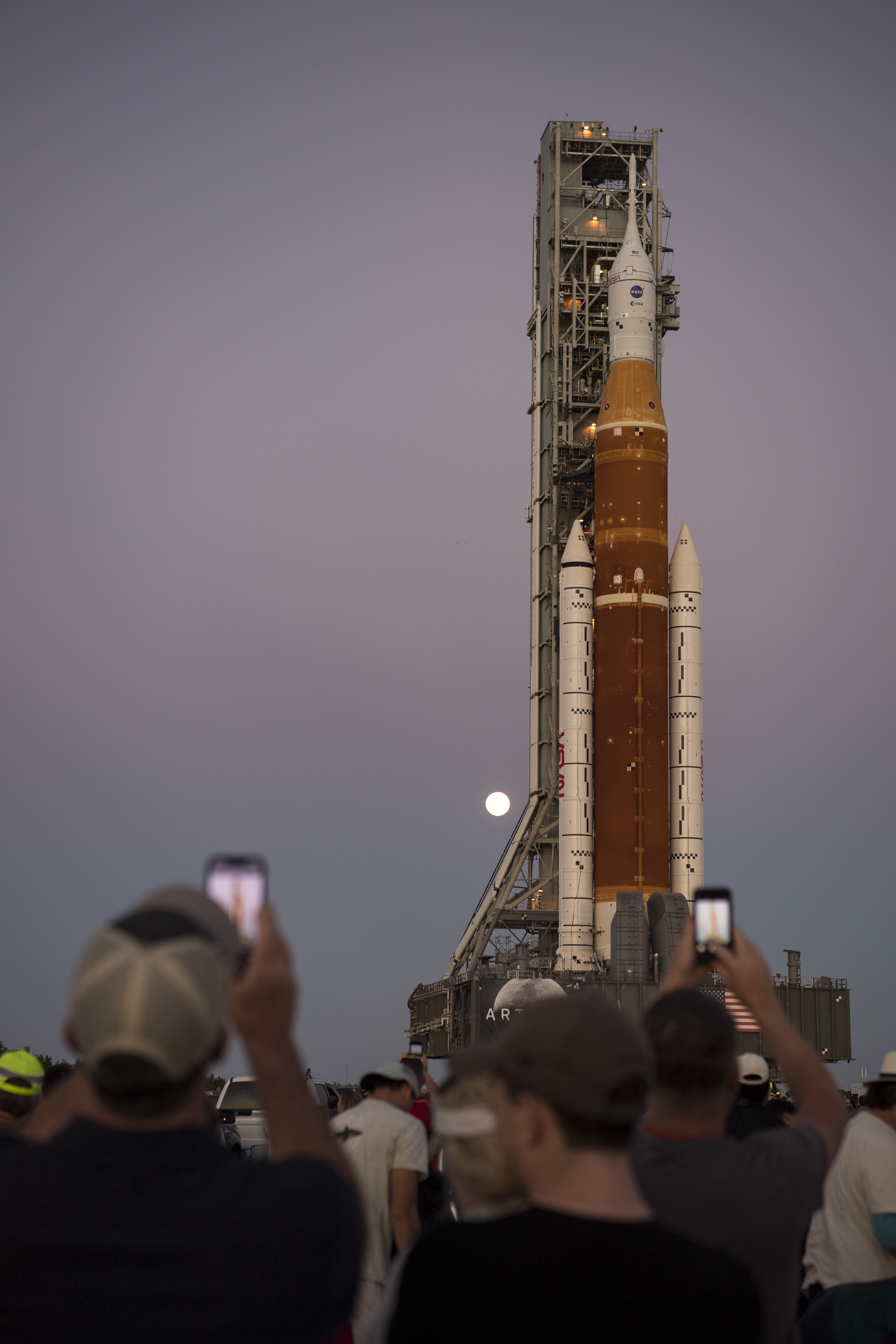
SLS Block I van Artemis I tijdens de eerste roll-out in 2022

Het Space Launch System (SLS), letterlijk "ruimtelanceersysteem", is een serie Amerikaanse draagraketten van NASA voor lanceringen van zowel zware vrachtladingen als bemande ruimtevaartmissies naar andere planeten, manen en planetoïden. Senators Bill Nelson en Kay Bailey Hutchison kondigden op 14 september 2011 namens de Amerikaanse senaat aan, dat besloten was de ontwikkeling van het SLS na afronding van het spaceshuttleprogramma ruimte-exploratiemissies uit te laten voeren. In de originele plannen moest het SLS in 2016 debuteren, maar de ontwikkeling liep veel vertraging op. De eerste vlucht werd gelanceerd op 16 november 2022.
Sinds het aantreden van president Trump is het doel van SLS verschoven richting een terugkeer naar de Maan (het Artemisprogramma). Missies naar Mars en andere Deep Space-locaties blijven wel een langetermijndoel voor het SLS.

## Kenmerken
Een aantal elementen van de Spaceshuttle en andere bestaande raketten kan na aanpassing hergebruikt worden, waaronder de RS-25-hoofdmotoren (vier stuks bij de eerste vlucht). De tijdelijke tweede trap (Interim Cryogenic Propulsion Stage) voor de eerste vlucht is vrijwel identiek aan de 5 meter-uitvoering van tweede trap van de Delta IV en onderdelen van de twee extra SRM-draagraketten (de SRM's van het SLS zullen 20% groter zijn dan die van de Spaceshuttle). Hierdoor verwachtte men dat de ontwikkeltijd veel korter zou zijn dan voor de Ares V van het geannuleerde Project Constellation. Ook onderdelen van Project Constellation kunnen worden hergebruikt in het SLS. De bemanningsmodule Orion van Project Constellation wordt doorontwikkeld onder de naam Orion Multi-Purpose Crew Vehicle (MPCV) en kan door het SLS gelanceerd worden voor missies naar andere planeten en andere hemellichamen.
Het SLS is ontworpen als zeer zwaar lanceervaartuig (super heavy lift-klasse). De eerste versie (97,5 meter hoog) werd aanvankelijk ontworpen om tot 70 ton vracht naar een lage baan om de Aarde te brengen. Doordat de geselecteerde motoren door upgrades krachtiger werden, bleek de Block I-variant uiteindelijk geschikt om tot 95 ton naar een lage baan om de Aarde te kunnen brengen. Deze kan verder ontwikkeld worden tot grotere versies met een capaciteit van 130 ton vracht. Ter vergelijking: de Spaceshuttles konden maar zo'n 25 ton vracht aan. En hoewel het SLS qua techniek en tijdspanne een opvolger van de Spaceshuttle is, is het qua functionaliteit een opvolger van de Saturnus V.

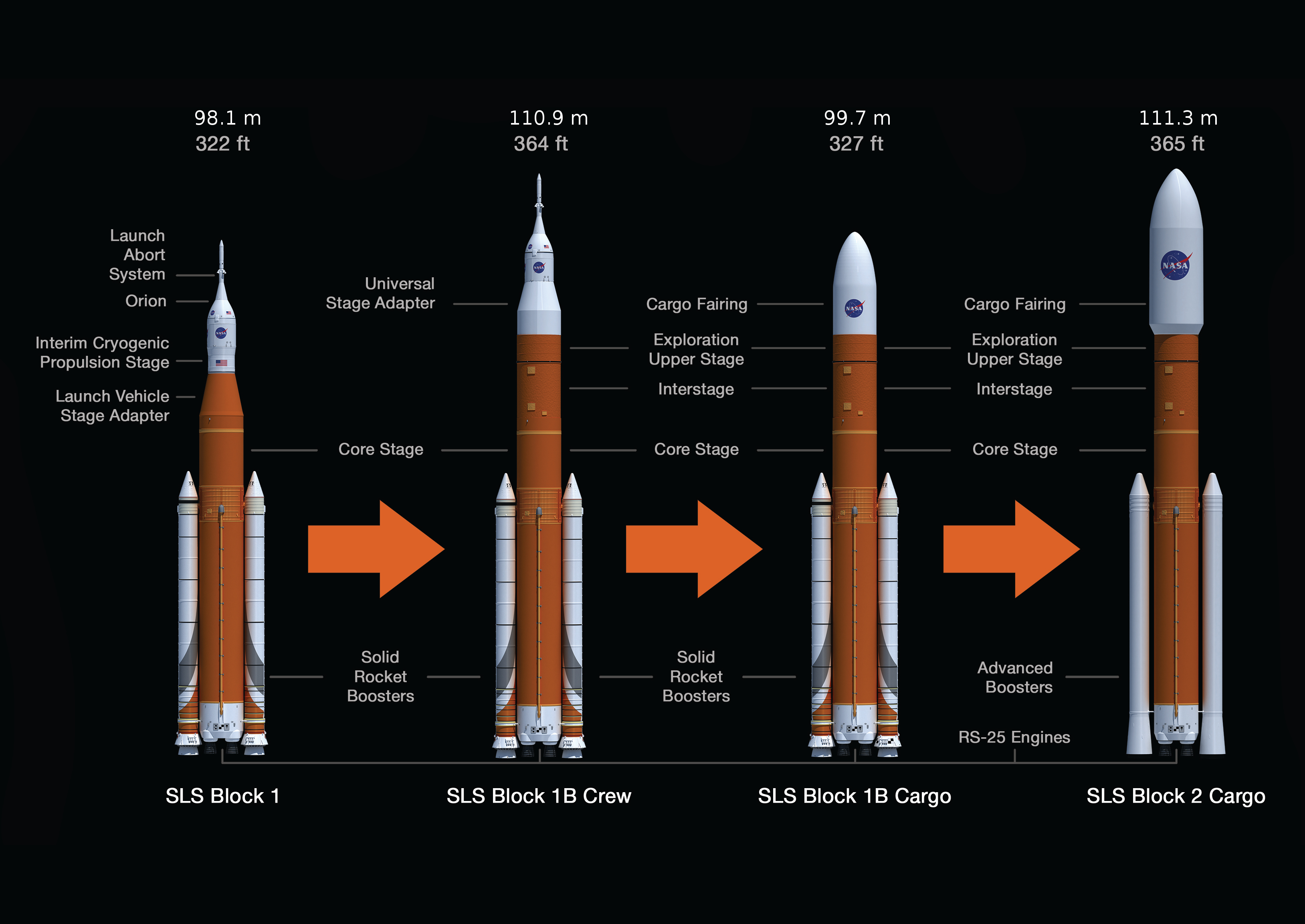
De eerste versie werd aanvankelijk voorgesteld met 70 ton liftcapaciteit voor de eerste vluchten en geplande upgrades voor krachtigere uitvoeringen van het Space Launch System voor latere missies. De liftcapaciteit werd door verbeterde motoren significant groter.

Van 16 november 2022 tot 20 april 2023 gold de SLS als (naar stuwkracht gemeten) de krachtigste raket ooit gelanceerd. Starship-Super Heavy nam die titel bij de eerste testvlucht over, hoewel dat voertuig de ruimte niet bereikte.

## Geschiedenis
NASA verwachtte tot 2014 jaarlijks zo'n 3 miljard dollar aan het project te besteden.
Tot 2017 zou volgens de senaat in totaal rond 18 miljard dollar aan het project besteed worden, waarvan 10 miljard aan de raket zelf, 6 miljard aan Orion en 2 miljard aan grondsystemen. De geraamde kosten bleken in de daarop volgende jaren niet realistisch. Anno 2020 is aan SLS, exclusief Orion, al 18,6 miljard dollar uitgegeven.

### Testen
Op 11 maart 2015 testte Orbital ATK (sinds 6 juni 2018 Northrop Grumman Innovation Systems en sinds 1 januari 2020 Northrop Grumman Space Systems) voor het eerst de opgewaardeerde Solid Rocket Motor (SRM), de krachtigste raketmotor ooit. Tijdens deze statische horizontale test, genaamd QM-1 (QM staat voor Qualificatietest Milestone), ontbrandde de raket en blies gedurende twee minuten vuur uit. De uitstoot was zo heet dat de zandgrond achter de raket in glas veranderde. Op 28 juni 2016 volgde een soortgelijke kwalificatietest, QM-2, waarbij de SRM bij andere weersomstandigheden getest werd.
In de zomer en herfst van 2015 testte Aerojet Rocketdyne de verbeterde RS-25-hoofdmotoren. In het voorjaar van 2016 is na aanpassingen begonnen met eenzelfde serie tests.
Na een kritische ontwerpevaluatie werd in oktober 2015 het eindontwerp voor SLS block I en het Orion-ruimteschip voor Exploration Mission 1 (EM-1) goedgekeurd en is de definitieve bouw begonnen. Ook is duidelijk geworden dat de raket grotendeels dezelfde roestbruine kleur zal hebben die men kent van de externe tank van de Space Shuttle.
Begin 2017 kwam een testtoren (structural test stand) op NASA's Marshall Space Flight Center gereed, waarin een volledige core stage geplaatst kan worden om er vervolgens met hydraulische cilinders druk op uit te oefenen die vergelijkbaar is met de druk ten gevolge van de versnelling en luchtdruk tijdens de vlucht. De eerste tests werden eind 2017 verwacht maar begonnen uiteindelijk later wegens de vertragingen bij SLS-bouwer Boeing. Op 5 december 2019 werd een waterstoftank getest tot deze het zou begeven. De tank scheurde pas na vijf uur bij 260 procent van de kracht die tijdens een lancering wordt verwacht. (Tijdens een lancering wordt de core-booster ongeveer 9 minuten gebruikt).
Ook is de B-2-testinstallatie in het Stennis Space Center gerenoveerd en aangepast om de complete Core stage te kunnen testen. Tijdens deze zogenaamde Green Run Test worden de vier RS-25-motoren gelijktijdig gestart. De Green Run Test moest echter door de coronacrisis worden opgeschort. De B2-testinstallatie werd eerder gebruikt voor de Saturnus V, Space Shuttles en Delta IV-raketten.

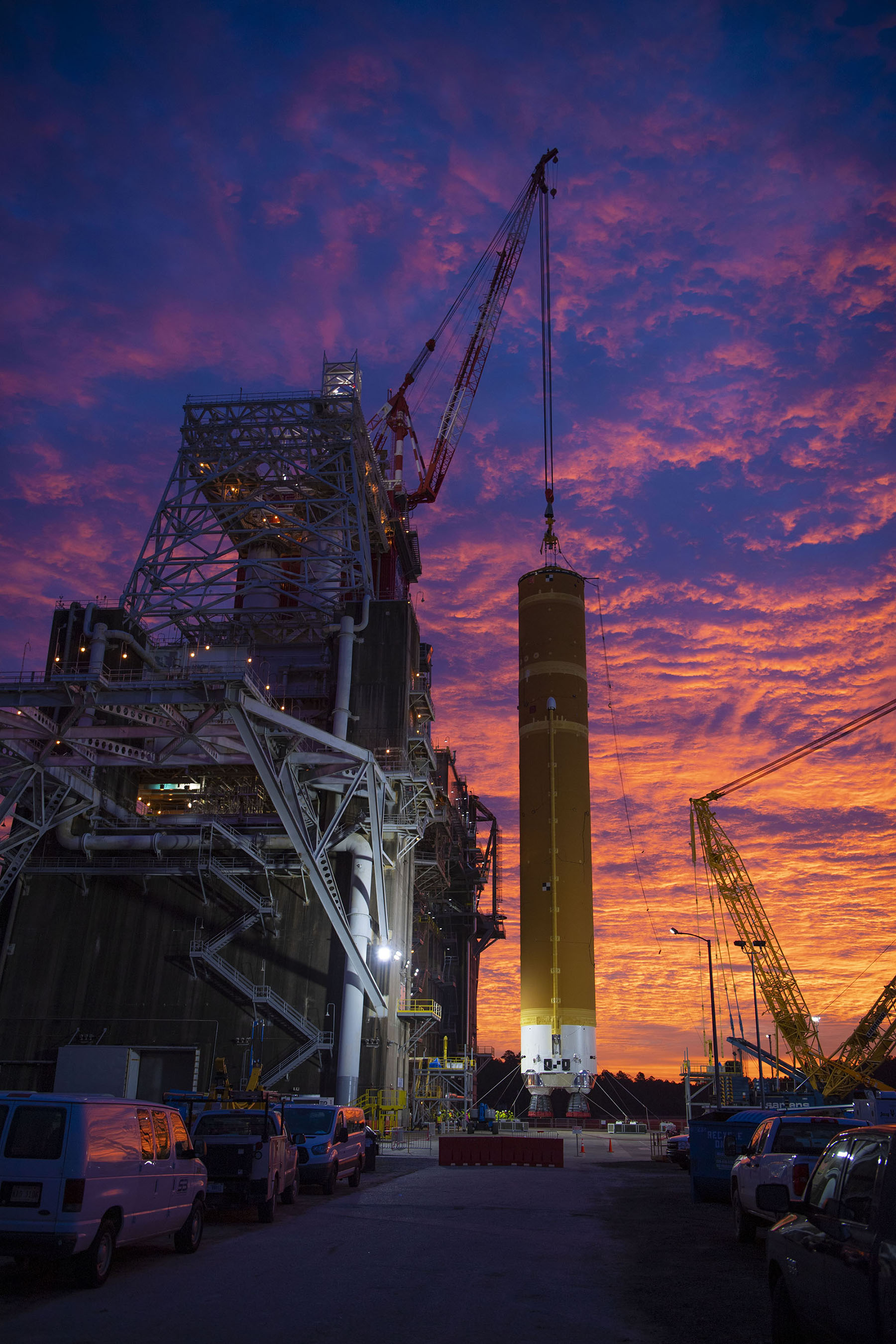
De Core Stage voor Artemis I werd in maart 2020 in de B-2 testinstallatie geplaatst voor de Green Run Test.

In juni 2020 werd op het Marshall Space Flight Center een zuurstoftank van een SLS-corestage met water gevuld onder druk gezet en met succes tot breken toe getest waarna de tank werd goedgekeurd voor gebruik.
Op 2 september 2020 testte Northrop Grumman een complete SLS-booster die naar eindspecificaties is gebouwd op hun testterrein in Utah.
Op 18 maart 2021 werd de eerste green run-test succesvol afgerond met een 500 seconden durende hotfire-test waarbij de eerste trap in de testopstelling zijn motoren gebruikte zoals dat tijdens een vlucht gebeurt.

### Bouw
Op diverse plaatsen in de Verenigde Staten werden vanaf 2015 al onderdelen van de eerste SLS-raket gemaakt en/of getest. Hieronder zijn de aangepaste RS-25-motoren van Aerojet-Rocketdyne, de aangepaste Solid Rocket Boosters van Orbital ATK. De eerste en tweede trap van de raket worden in NASA's Michoud Assembly Facility gebouwd. Boeing, dat ook het basisontwerp maakte, heeft daarbij de leiding. Ook de verbeterde Orion-capsule voor EM-1 was anno februari 2016 in aanbouw. In mei 2017 ging de onderkant van een in aanbouw zijnde testuitvoering van een zuurstoftank verloren doordat die viel.

### Doorontwikkeling
In januari 2017 werd het basisontwerp voor de Exploration Upper Stage (EUS), een krachtiger tweede trap, na een preliminary design review goedgekeurd. NASA wilde anders dan waar eerder vanuit werd gegaan deze tweede trap al bij de eerste bemande vlucht (EM-2) gebruiken. Ze wilden liever geen 100 miljoen dollar uittrekken voor een human rated (goedgekeurd voor bemande vluchten) versie van de interim upper stage om die vervolgens maar een keer te gebruiken. De Exploration Upper Stage zal worden gebruikt op de uitvoeringen Block IB en Block II. Deze goedkeuring houdt in dat nu diverse onderdelen voor de EUS gebouwd en getest worden Voor de daadwerkelijke bouw moeten het EUS-ontwerp en testresultaten nog een keer geëvalueerd worden in de zogenaamde Critical Design Review de voortstuwing van de EUS gebeurd door vier RL10-raketmotoren. De eerste lancering van de Block-1B variant van het SLS werd in 2024 verwacht. De ontwikkeling is echter vertraagd en de eerste drie vluchten worden met een SLS Block I uitgevoerd.
Als de boostersegmenten uit het Spaceshuttleprogramma na drie vluchten op zijn worden er door Northrop Grumman nieuwe boosters geproduceerd. Northrop Grumman gebruikt daarvoor de Common Booster Segments die ze voor de geannuleerde OmegA-raket ontwikkelde. Bij die ontwikkeling werd er bewust rekening mee gehouden dat de te gebruiken technieken op den duur ook geschikt moesten zijn voor de productie van SLS-boosters. Deze worden niet van staal, maar uit lichter composietmateriaal vervaardigd en zijn bedoeld voor eenmalig gebruik. De straalpijpen zijn van een verbeterd ablatief composietmateriaal gemaakt. In juli 2022 wordt voor het eerst zo’n FSB-2 booster aan een horizontale grondtest onderworpen. FSB staat voor Flight Support Booster.
Uiteindelijk moeten er in de late jaren 2020 of vroege jaren 2030 ook krachtiger boosters (Advanced Boosters) komen voor de Block II-variant. Deze zullen ook die door Northrop Grumman worden geproduceerd als doorontwikkeling van de FSB-2. Eerder waren er ook plannen van Aerojet Rocketdyne om boosters te ontwikkelen met een nieuwe vloeibarebrandstofmotor, de F1-B, die op de F1-motor van de Saturnus V gebaseerd zou worden.
De plannen voor de doorontwikkeling staan per maart 2019 op de tocht. Het congres heeft de financiering van het SLS voor 2020 zodanig teruggeschroefd dat de ontwikkeling van de Exploration Upperstage waarschijnlijk komt stil te liggen. De Exploration Upperstage is echter essentieel voor het Artemisprogramma waarmee de regering Trump vanaf 2024 mensen op de Maan wil plaatsen.
Op 8 november 2019 werd de eerste Core-stage voltooid en kon begonnen worden naar de green run test toe te werken waarbij uiteindelijk de vier RS-25-motoren gedurende acht minuten worden ontstoken in een test installatie op het Stennis Space Center in Mississippi. Er werd van een plan om tijd te winnen door de green run op het lanceerplatform uit te voeren afgezien. Op 31 januari 2020 werd de eerste test van de green run test uitgevoerd. Door de COVID-19-crisis moest NASA op 19 maart 2020 de Green Run-test opschorten. In mei en juni 2020 werden voorbereidingen voor de Green Run-test langzaam weer opgestart.
Op 1 mei 2020 bestelde NASA achttien nieuwe RS-25E-motoren bij Aerojet Rocketdyne. Op 29 juni 2020 bestelde NASA twaalf nieuwe side-boosters bij Northrop Grumman. Deze motoren en boosters zullen uit nieuwe componenten worden gebouwd en dus geen voormalige Spaceshuttle-hardware meer bevatten en voor vluchten 4 tot en met 9 worden gebruikt. Het gaat hier om de eerder beschreven FSB-2-booster.
Op 21 december 2020 gaf Boeing aan dat het ontwerp voor de Exploration Upperstage was door de Critical Design Review was gekomen en de bouw daarvan kan beginnen. Ze zijn voornemens Artemis IV in 2025 met een Block IB-variant te lanceren. In maart 2021 waren de voorbereidingen voor de productie van de EUS in NASA’s Michoud Assembly Facility in volle gang.
Op 19 januari 2024 werden de ruimtes van NASA’s Michoud faciliteit waar de EUS zal worden gebouwd door Boeing in gebruik genomen.

### Lanceerfaciliteiten
Het SLS wordt net als de Space Shuttle, de Saturnus IB en Saturnus V op het Kennedy Space Center geassembleerd en gelanceerd.
Anders dan eerder zijn de lanceercomplexen 39A en 39B niet meer identiek aan elkaar. LC-39A is verhuurd aan SpaceX dat het verbouwde waardoor het niet meer geschikt is voor NASA’s mobiele lanceerplatforms. LC-39B is ontdaan van Spaceshuttle-gerelateerde hardware en weer een “Clean Pad” geworden zoals het tijdens het Apollo-programma was. Complex 39B zal dan ook de plaats zijn waar NASA het SLS zal lanceren. Ook andere (commerciële) raketten kunnen daar vanaf een mobiel platform worden gelanceerd.
High Bay-3 van het Vehicle Assembly Building (VAB) is gevuld met tien werkverdiepingen die perfect om een Block-I-uitvoering passen. Het VAB is ook grondig gerestaureerd.

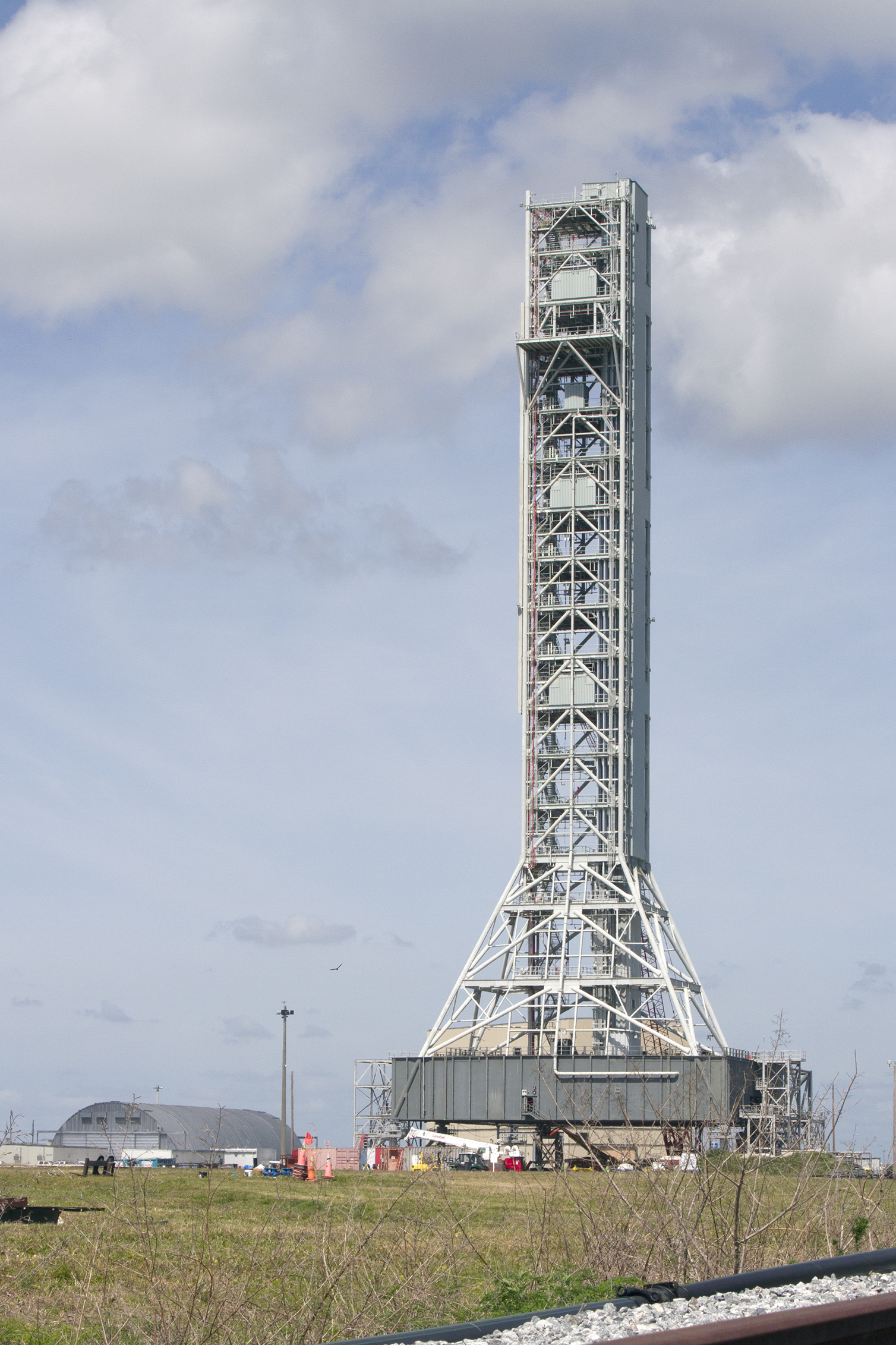
Het mobiele lanceerplatform met daarop de lanceertoren in 2014 voor het aanbrengen van de umbilical-armen

Het mobiele lanceerplatform MLP-1 was in 2011 grotendeels aangepast voor de Ares I. Hiervoor was een lanceertoren op dit MLP geplaatst en waren de drie vuurgaten van de spaceshuttle vervangen door een vuurgat. Nadat deze was geannuleerd en het ontwerp voor SLS/Orion werd aangenomen werd dit platform wederom aangepast voor de SLS Block-1-variant. De lanceertoren kon blijven, maar moest intern volledig gestript en heringericht worden. Ook kwamen er drie op maat gemaakte vuurgaten.
Het SLS wordt met het mobiele lanceerplatform van het VAB naar LC-39B vervoerd door de Crawler-transporter CT-2. Deze is gerestaureerd en geüpgraded tot een Super Crawler Transporter. Door extra verstevigingen is CT-2 in staat om het SLS dat zwaarder is dan eerdere raketten te vervoeren.
In februari 2018 maakte NASA bekend dat de lanceertoren enigszins uit het lood staat. Dit is een gevolg van de verbouwing van Ares I naar SLS-platform. Dit levert verder geen gevaar op en er hoeft ook geen correctie te worden aangebracht. In de zomer van 2018 werden de umbilicals ("slurfen") en de toegangsarm aan de toren bevestigd en getest. Begin september 2018 werd het platform door CT-2 naar LC-39B gereden voor een koppelingstest. Daarna werd het naar het VAB gebracht en daar naar binnen gereden voor verdere koppelingstests.

#### Bouw tweede platform voor SLS Block IB en Block II
Het plan was aanvankelijk om na vlucht EM-1 (later hernoemd tot Artemis I) het mobiele lanceerplatform wederom aan te passen voor de Block IB-configuratie die zo’n 15 meter hoger is. Hiervoor moesten dan wederom alle leidingen en bedrading worden vervangen, wat 33 maanden in beslag neemt.
Eind 2017 overwoog NASA voor de zwaardere versies van het SLS (Block IB en Block 2) een andere MLP te bouwen. Het upgraden van MLP-1 dat voor de SLS-Block-I is ingericht zou veel tijd in beslag nemen. Dit zou betekenen dat er tussentijds geen Block-I-lanceringen kunnen plaatsvinden. Ook zou een nieuw platform eerder klaar kunnen zijn waardoor een Block IB-lancering mogelijk eerder zou kunnen plaatsvinden. Dit zou vertragingen voor de Europa Clipper die in toenmalige plannen met SLS zou worden gelanceerd kunnen bespoedigen. NASA besloot echter in eerste instantie het oude plan aan te houden omdat er voor een tweede platform geen geld beschikbaar was.
Op 23 maart 2018 besloot het Amerikaanse Congres echter 350 miljoen dollar meer aan NASA toe te wijzen dan NASA had gevraagd om daarmee toch een tweede lanceerplatform te bouwen. Het is onduidelijk of hiervoor dan MLP-2 of een volledig nieuw MLP gebruikt gaat worden. In juni 2022 kwam naar buiten dat aannemer Bechtel jaren achter op schema lag en dat het nieuwe mobiele platform dat ML-2 wordt genoemd te zwaar werd en dat de kosten die op 383 miljoen dollar werden geraamd inmiddels al dreigden op te lopen tot 980 miljoen dollar. Omdat het met een zogenaamd cost plus contract was aanbesteed komen het risico en de extra kosten volledig voor de rekening van NASA. Overigens zijn niet alle extra kosten aan Bechtel te wijten; De coronacrisis en veranderingen in het ontwerp van de Exploration Upper Stage droegen ook bij.
In mei 2023 arriveerde de eerste onderdelen voor platform ML-2 op het Kennedy Space Center.

### Transportschip

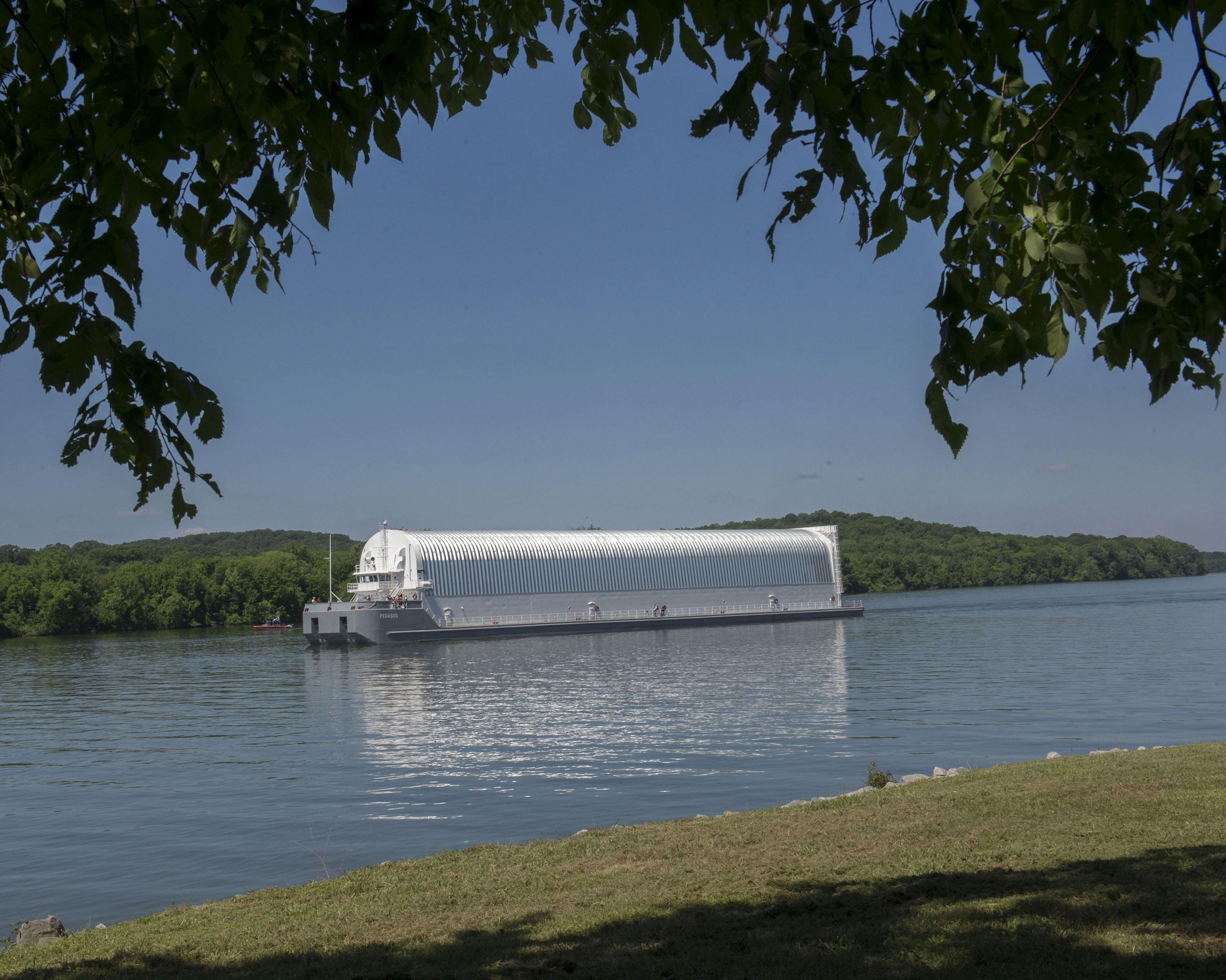
De voor het SLS aangepaste Pegasus.

Ook is de Pegasus, het overkapte dekponton waarop men eerder de externe tanks van de Spaceshuttle vanuit New Orleans naar het Kennedy Space Center vervoerde verlengd waardoor ook de eerste trap van het SLS erin past.

### Rapport vertraging
In een rapportage van NASA uit oktober 2018 waarvoor de vertragingen in de ontwikkeling van het SLS werden onderzocht kreeg hoofdaannemer Boeing een blaam. De bouw van de core-stage die Boeing zelf bouwt was vertraagd. En de testinstallatie voor de core stage zou pas kort voor de geplande lancering gereed zijn terwijl het te verwachten is dat bij die tests nog problemen opduiken. Realistisch gezien bleek een lancering in 2019 of 2020 onhaalbaar en zou het SLS dus pas in 2021 zijn debuutvlucht kunnen maken. Rond het uitkomen van dit rapport werd ook de ontwikkeling van de Exploration Upperstage voor ten minste 100 dagen stilgelegd.
Begin 2020 leek Boeing de meeste technische problemen bij de ontwikkeling van de SLS-Core Stage te boven gekomen en lag men op koers voor een eerste lancering in de zomer van 2021. De coronapandemie zorgde er echter voor dat de green run-test moest worden stilgelegd en daarna langzamer hervat (om besmettingsgevaar te reduceren), waardoor de eerste lancering naar verwachting meer een half jaar later, begin of halverwege 2022 zou zijn.

### Onderzoek kosten
In maart 2021 werd bekend dat President Biden NASA de opdracht gaf de kosten van SLS te onderzoeken. De lanceerkosten zouden bij een lancering per jaar naar schatting neer komen op twee miljard dollar per vlucht bovenop de reeds uitgegeven 20 miljard dollar voor de ontwikkeling. Er wordt onder meer onderzocht of de raket goedkoper kan worden gemaakt. Maar ook commerciële alternatieven worden onderzocht.

### Mogelijke annulering
Op 2 mei 2025 stuurde het Witte Huis een begrotingsvoorstel voor 2026 naar het congres waarin SLS, Orion en de Lunar Gateway worden geannuleerd. De kosten per SLS-lancering waren inmiddels opgelopen tot 4 miljard dollar.

## Missies
NASA heeft anno februari 2017 vier SLS-lanceringen in de planning staan. Vluchten van SLS-Orion werden aanvankelijk aangeduid als ”Exploration Mission” in mei 2019 werden deze ondergebracht in het Artemisprogramma en hernoemd tot Artemis-vluchten. Met het Artemisprogramma wil de regering Trump in 2024 weer Amerikanen op de maan landen. NASA gaf in oktober 2019 aan met Boeing in onderhandeling te zijn over een bestelling van tien SLS-raketten.

### Artemis I

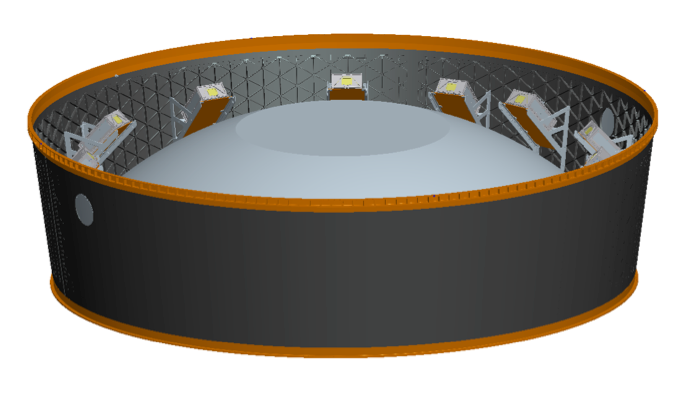
De SLS/Orion-adapterring met 13 CubeSats.

Artemis I (voor mei 2019 Exploration Mission 1 of EM-1) wordt in mei 2022 verwacht. Eerder stond EM-1 gepland voor 2016 maar dit werd steeds verder vertraagd door problemen bij de ontwikkeling van het SLS. EM-1 wordt een onbemande testvlucht rond de maan uitgevoerd met het Orion-ruimteschip. Hiervoor wordt de SLS Block I-configuratie gebruikt. Tevens zullen er dertien CubeSats meeliften op deze vlucht. Deze CubeSats, die tussen de Orion en de tweede trap zitten, zullen enige tijd na het loslaten van Orion worden losgelaten. Op 7 maart 2017 kwam de interim-upperstage voor deze missie aan op het Kennedy Space Center.
De core stage voor deze missie is inmiddels getest en gekwalificeerd en de raket is geïntegreerd. De eerste roll-out werd gestart op 17 maart 2022. De generale repetitie werd na een aantal maanden vertraging door technische problemen op 22 juni voltooid. De eerste lanceerpoging was op 29 augustus 2022 maar werd afgebroken wegens een defecte klep in een van de motoren.

#### Onderzoek verandering van plan EM-1 en EM-2
Op 15 februari 2017 verzond waarnemend NASA-administrator Robert Lightfoot een memo waarin hij een onderzoek naar de mogelijkheid van het bemannen van vlucht EM-1 gelaste. Dit zou EM-1 vertragen maar missie EM-2 overbodig maken. Dit is echter niet onomstreden en geeft aan dat de regering Trump bereid lijkt te zijn meer risico te nemen en de zaken te versnellen. Bemanning op vlucht EM-1 zou volgens Bill Gerstenmaier alleen zin hebben als de vlucht uiterlijk in 2019 zou plaatsvinden. De missie zou dan 8 tot 9 dagen duren en een vergelijkbare baan volgen als Apollo 8. Op 12 mei 2017 werd bekendgemaakt dat EM-1 onbemand blijft.

#### Naamgeving
Op 15 februari 2017 werd door afgevaardigde Robert Aderholt voorgesteld de raket van vlucht EM-1 te vernoemen naar Eugene Cernan, de laatste mens die op het maanoppervlak liep en enkele weken eerder overleed. De raket zou dan Cernan 1 gaan heten. Doordat de tekst van het voorstel voor meerdere interpretaties vatbaar was, was er korte tijd verwarring over of deze hernoeming voor het SLS of slechts voor de eerste raket gold. Het bleek om het laatste te gaan.

#### Onderzoek andere draagraketten
Op 13 maart 2019 zei NASA-directeur Jim Bridenstine dat hij een onderzoek had gelast naar de mogelijkheid EM1 met twee commerciële raketten te lanceren om de vertragingen van SLS op te vangen en EM1 alsnog in 2020 te kunnen lanceren. Boeing kwam daarop met het plan de green run, de statische start-test van de eerste trap op het lanceerplatform in plaats van op de testinstallatie van het Stennis Space Center uit te voeren. Hiermee wordt een logistieke barrière overgeslagen en tijd bespaard. De statische start waarbij alle vier motoren gestart worden zal op het lanceerplatform vijf seconden duren in plaats van acht seconden op het Stennis Space Center. Eind april 2019 besloot NASA op aandringen van het Aerospace Safety Advisory Panel toch voor de uitvoering van de Green Run op Stennis te gaan.

### Toekomstige missies

#### Artemis II
Artemis II (voorheen Exploration Mission-2 of EM-2) is de eerste bemande missie van SLS en Orion en staat gepland voor 2023. Eerder werd gewerkt naar een lancering in 2021. In de zomer van 2015 zei NASA rekening te houden met vertraging tot 2023, als gevolg van te lage budgettering door de Amerikaanse overheid. Dit leek te zijn afgewend. Anno januari 2017 stond EM-2 nog steeds voor 2021 gepland. NASA had toen echter het plan opgevat om daarvoor niet langer een Block I, maar een Block IB te gebruiken. De versnelde ontwikkeling bespaart op de langere duur kosten omdat de Interim Upperstage van de Block I-configuratie dan niet voor bemande vluchten hoeft te worden aangepast en goedgekeurd. De vertragingen voor vlucht EM-1 vertraagden ook EM-2. In 2018 werd besloten EM-2 toch weer met een SLS-Block I te lanceren. Dit kan doordat het platform voor Block-I-lanceringen beschikbaar blijft omdat er een tweede platform wordt gebouwd.

#### Geannuleerd: Europa Clipper
Europa Multiple-Flyby Mission (EMFM), beter bekend als Europa Clipper (naam van de ruimtesonde), is een onbemande vlucht die stond gepland voor 2023 waarbij een ruimtesonde naar Jupiters maan Europa wordt gelanceerd. Eerder was ook lancering met een Atlas V-draagraket overwogen. De bouw van een tweede mobiel lanceerplatform zou deze vlucht door een SLS-Block I mogelijk maken. Het zou dan de tweede of derde SLS lancering zijn. Het voordeel van SLS voor deze missie is dat de raket op eigen kracht veel meer snelheid kan bereiken waardoor er geen zwaartekrachtsslinger nodig is, wat tijd spaart. Eerder was de Block IB de waarschijnlijke configuratie omdat er met de oude plannen in voor de toen geplande lancering in 2022 geen lanceerplatform voor de Block I-configuratie meer zou zijn. Lancering in 2022 zou in dat geval niet haalbaar zijn geweest. In 2020 was het inmiddels onwaarschijnlijk geworden dat er in 2023 een SLS-raket beschikbaar is voor deze missie. Daarom mocht NASA van het Amerikaanse Huis van Afgevaardigden in dat geval voor een andere raket kiezen. Een Falcon Heavy, aangevuld met een kick stage (waarschijnlijk een Star 48) voor extra snelheid lijkt de meest geschikte kandidaat.
In augustus 2020 rezen er twijfels over de geschiktheid van SLS om deze vracht te lanceren. De raket zou te hard schudden voor de Europa Clipper. Op 25 januari 2021 werd beslist om een commerciële draagraket te boeken en niet langer voor SLS te gaan. Het werd een half jaar later een Falcon Heavy, maar zonder kick stage omdat de ruimtesonde niet op verstouwen van de zeer hoge acceleratie van een kick stage is ontworpen. De reis naar de maan Europa zal met de Falcon Heavy als lanceertuig twee jaar langer duren.

#### Artemis III
Artemis III wordt verwacht in 2024. De vlucht zal een bemande Orion in de ruimte brengen waarvan de bemanning overstapt in een maanlander waarmee op de zuidpool van de Maan wordt geland. Voordat het Artemisprogramma werd opgestart zou EM-3 nog geen maanlander bevatten. In de loop der tijd werd duidelijk dat er voor deze missie de SLS-Block I variant wordt gebruikt. De Block IB is niet tijdig gereed.

#### Artemis IV t/m VIII
Ook de vijf latere Artemis-vluchten zullen met SLS worden gelanceerd. Deze zullen allen in de Block-IB-configuratie vliegen. De laatste van deze missies staat anno 2022 gepland voor doeljaar 2031.

## Kritiek
Er is veel kritiek op het project. Zo is de ontwikkeling erg duur (70 miljard dollar totaal) en hoewel de republikeinse meerderheid in de Senaat het volledige budget heeft toegezegd (of erdoor gedrukt volgens sommigen), krijgen andere projecten van NASA waaronder het Commercial Crew development-programma niet genoeg geld met dure vertragingen als gevolg. Spottend wordt SLS ook wel Senate Launch System genoemd en dat het doel van SLS vooral het behouden van banen (in de arme zuidelijke staten) is. Daarnaast werken de NewSpace-bedrijven SpaceX en Blue Origin anno 2016 aan goedkopere, commerciële en grotendeels herbruikbare raketten met een vergelijkbare of grotere capaciteit (Falcon Heavy, Starship, New Glenn en New Armstrong). Ook denken veel critici dat de opdracht en verantwoordelijkheid voor zo'n zware raket in 2011 beter aan één commerciële partij gegeven had kunnen worden in plaats van dat NASA het project zelf leidt en opdrachten verdeelt. Daarnaast geloven veel mensen dat vertraging en budget overschrijding bij de ontwikkeling van SLS en Orion een gekozen business model van Boeing en Lockheed Martin is om meer geld op te strijken. Bij dit laatste argument wordt ook vaak de vertraging en budgetoverschrijding van de F-35 Lightning II als ondersteunend argument betrokken.
Ook het onderzoek naar de mogelijkheid om de ongeteste raket van EM-1 bemand te laten vliegen werd door velen een roekeloos politiek voorstel genoemd.
In juni 2019 bleek uit een rapport van het Government Accountability Office dat NASA de ontwikkelingskosten van SLS en Orion lager had voorgesteld dan de daadwerkelijk betaalde bedragen. Met name Boeing had flinke bonussen gekregen terwijl de ontwikkeling van SLS almaar duurder en langduriger werd.
In september 2020 vertelde oud NASA-directeur Charles Bolden aan ARS Technica dat hij verwacht dat SLS niet lang in bedrijf zal zijn. Tot en met 2016 was hij een voorstander van SLS, maar met de komst van de Falcon Heavy in 2018 en de hoge snelheid waarmee SpaceX alweer aan een opvolger daarvan werkt terwijl ook Blue Origin aan een zeer krachtige raket werkt, denkt hij dat het SLS-project, ongeacht wie de volgende president van de Verenigde Staten wordt, in een volgende regeerperiode zal worden beëindigd.
In oktober 2024 na de vijfde testvlucht van SpaceX Starship-Super Heavy pleitte Michael Bloomberg voor het annuleren van SLS en het Artemisprogramma omdat de kosten veel te hoog zijn en SpaceX soortgelijke missies veel goedkoper met herbruikbare ruimtevaartuigen kan uitvoeren. Hij vond robots op de Maan zinvoller dan mensen.

### Een politiek ontwerp in de praktijk
Het door de Amerikaanse senaat bedachte plan om met bestaande onderdelen van de Space Shuttle en de Delta IV snel een nieuwe raket te bouwen bleek in de praktijk veel ingewikkelder dan gedacht. Vrijwel ieder onderdeel moest aangepast en getest worden. Met name de brandstoftanks van de Core Stage leverden een probleem op. Doordat de motoren er van onderen tegenaan duwen en de tweede trap met vracht er bovenop zit komen er veel meer krachten op los en volstond een uitvergroting van de externe tank van de Space Shuttle niet. Er moest in de praktijk een volkomen nieuw, sterker ontwerp van andere materialen komen dat daardoor wordt gefabriceerd met andere technieken. Dit nam veel tijd in beslag.
Mede door de lessen geleerd van SLS (dat met kostenplus-contracten in een politiek keurslijf werd ontwikkeld) en het Commercial Crew-programma (waarbij voor een vaste prijs een bemand lanceersysteem naar inzicht van de contractant werd bewerkstelligd) is NASA voor de andere onderdelen van het Artemisprogramma volgens de commerciële constructie gaan aanbesteden tegen een vaste prijs.
Na de eerste twee afgeblazen lanceerpogingen van Artemis I zwol de kritiek op het door de senaat voorgeschreven gebruik van RS-25 hydrolox-motoren aan. Tijdens het Spaceshuttleprogramma was al gebleken hoe moeilijk het is te werken met vloeibaar waterstof. Dit zeer kleine en lichte molecuul kan door de kleinste kiertjes al gemakkelijk ontsnappen. Die moeilijkheidsgraad was volgens verschillende journalisten als ook oud deputy-administrator van NASA Lori Garver, onvoldoende meegenomen door de politici en hun adviseurs; banen behouden bij Rocketdyne en Boeing was in 2011 een politiek zwaarder wegend argument gebleken. SpaceX-directeur Elon Musk gaf in reactie aan dat hij voor zijn Raptor-raketmotor in de ontwikkelingsfase vanwege die moeilijkheidsgraad van vloeibaar waterstof naar methaan als brandstof was overgestapt en het verschil in effectiviteit in de praktijk nihil is.
Met de terugkeer van Donald Trump  als president in 2025, bij wie Elon Musk veel invloed heeft vergaard, bereidt Boeing zich voor op een mogelijke annulering van het Space Launch System

## Wetenswaardigheden
- De vastebrandstof hulpraketten van het SLS zijn de krachtigste raketmotoren ooit die voor daadwerkelijk gebruik zijn gebouwd.
- De "core-stage" zou aanvankelijk de grootste rakettrap tot dan toe gebouwd worden. Dit werd door de vertragingen ingehaald door de werkelijkheid; SpaceX bouwt inmiddels nog grotere boostertrappen genaamd Super Heavy voor hun lanceersysteem Starship die waarschijnlijk rond dezelfde tijd als SLS debuteren.
- Bij het opstijgen van een SLS Block-I zullen de hoofdmotoren en side-boosters een gezamenlijke stuwkracht van 39144 kilonewton leveren.
- Door de cryogene brandstoffen koelt de eerste trap dusdanig af dat deze zo’n 15 centimeter in lengte krimpt. De sideboosters worden daar dan ook met een flexibele ophanging aan bevestigd.[35]
- Het blokkenpatroon op de boosters heeft als functie voor de fotogrammetrie.

## Afbeeldingen

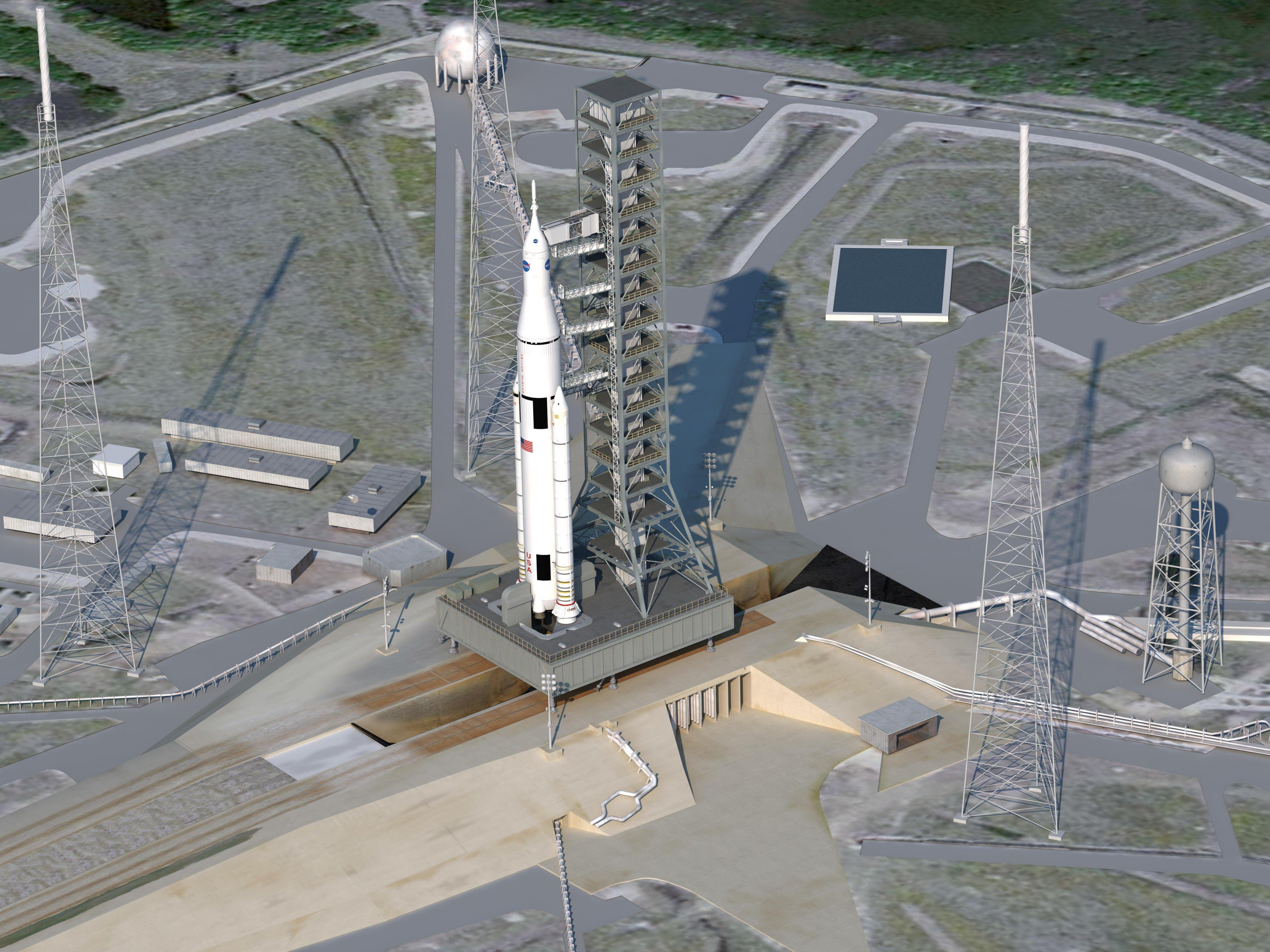
Conceptillustratie van een SLS klaar voor lancering zoals die tot de definitieve go/no go in 2015 voor pr-doeleinden werd gebruikt. Deze voorstelling van een witte raket met een zwart blokkenpatroon doet aan de raketten van het Apolloprogramma denken om zo een positief nostalgisch gevoel te op te wekken. In de praktijk zullen SLS-raketten echter grotendeels oranje-bruin worden.
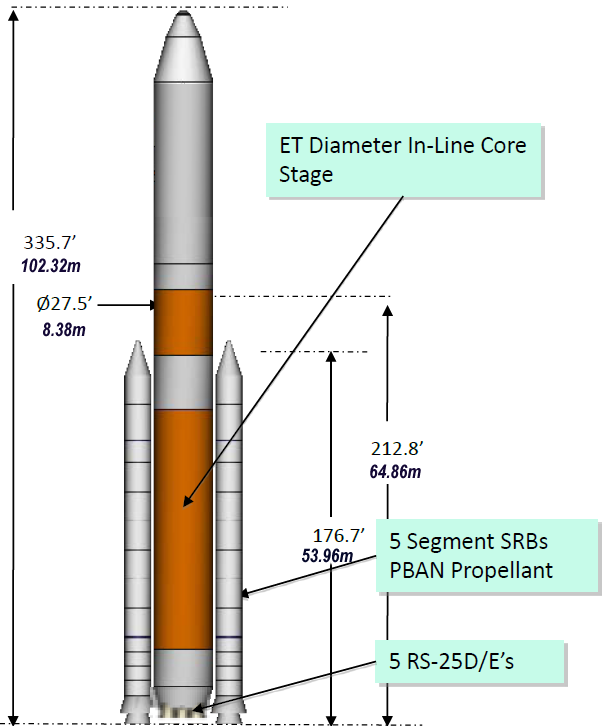
Vroeg conceptdiagram van het SLS, februari 2011